# 合肥市第七中学
合肥市第七中學（簡稱合肥七中）是中华人民共和国安徽省合肥市一所始创于1956年的市屬完全中學，同时也是安徽省示範性普通高中、安徽省現代教育技術實驗學校。2014年9月，合肥七中迁至高新区望江西路898号，原位于蕪湖路106号的校区供合肥市第四十八中学使用。
合肥七中全校共有120個班級，學生约6000人，教職員工300名，其中包括特級教師2名、高級教師90名、一級教師44名、市级学科带头人及骨干教师30余人。

## 知名校友
- 著名记者闻雯曾就读于该校
- 著名主持人赵普也曾就读该校